# Kim Jung-sook
Kim Jung-sook (en coreano: 김정숙, n. el 15 de noviembre de 1954) es una cantante surcoreana de música clásica. Contrajo matrimonio con Moon Jae-in, quien en 2017 se convirtió en presidente de Corea del Sur, con lo cual Kim asumió las funciones de primera dama.

## Biografía
Kim se graduó como Bachelor of Arts en Música vocal en la Universidad de Kyung Hee, donde conoció a Moon Jae-in.
Ella tiene el sobrenombre de la "Dama alegre", debido a su personalidad.
Kim conoció a su futuro esposo, Moon, durante sus años en la Universidad de Kyung Hee. Su noviazgo se desarrolló después de que Moon se desmayara a causa del gas lacrimógeno durante una protesta contra la dictadura de Park Chung-hee.
Moon y Kim se casaron en 1981, después que Kim le propuso matrimonio a Moon en un hecho virtualmente inusual en Corea del Sur.
Kim Jung-sook se convirtió en la primera dama de Corea del Sur cuando su esposo tomó posesión del cargo de presidente el 10 de mayo de 2017.

## Distinciones honoríficas
Nacionales
- Miembro de la Orden de Mugunghwa (República de Corea, 03/05/2022).[12]

Extranjeras
- Dama gran cruz de la Real Orden del Mérito de Noruega (Reino de Noruega, 12/06/2019).
- Comandante gran cruz de la Orden de la Estrella Polar (Reino de Suecia, 14/06/2019).
- Dama gran cruz de la Orden del Mérito Civil (Reino de España, 08/06/2021).[13]
- Gran Decoración de Honor en Oro con Fajín de la Orden al Mérito de la República de Austria (República de Austria, 14/06/2021).